# Zitadellenhügel von Amman

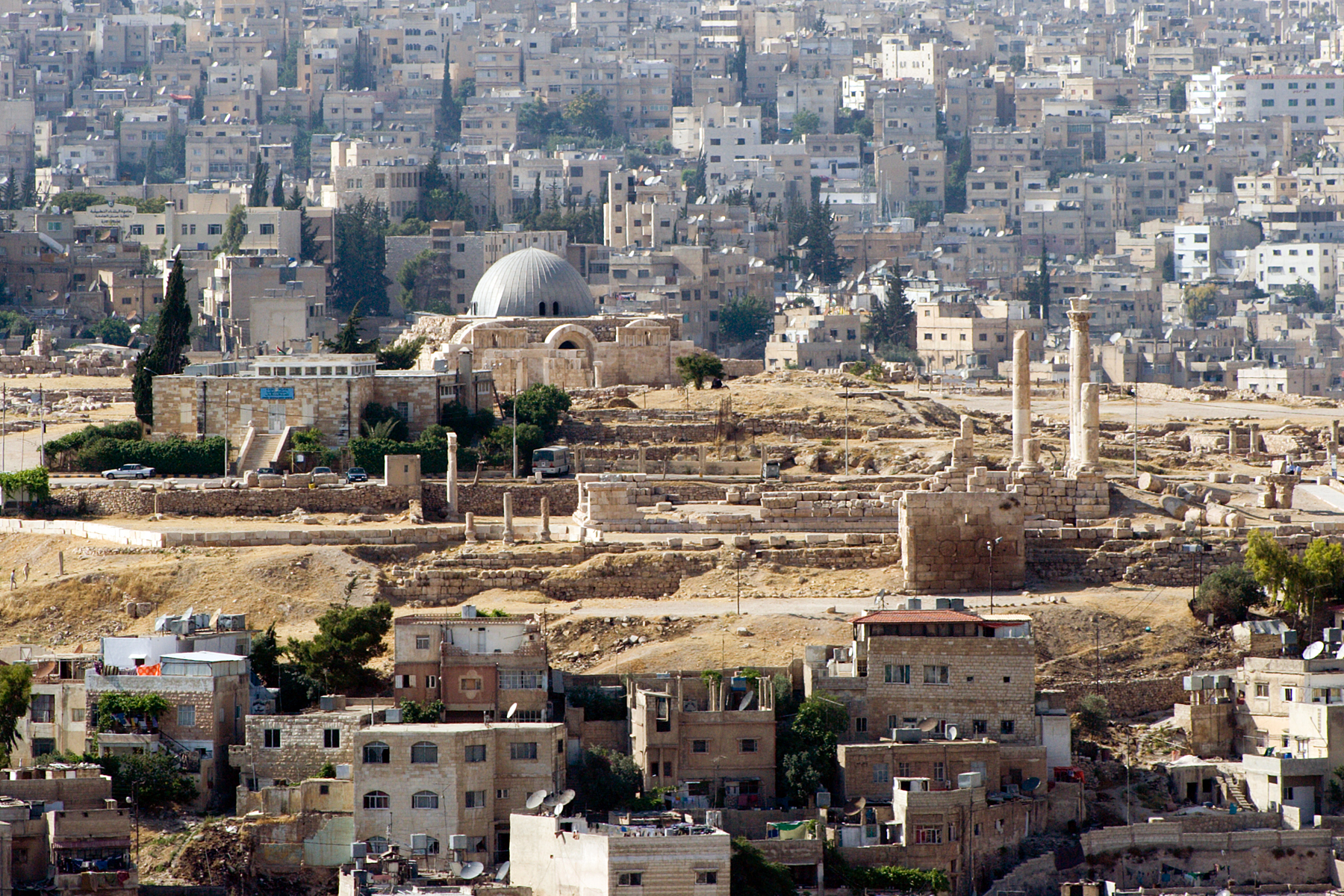
Ruinen auf dem Zitadellenhügel von Amman (2005)

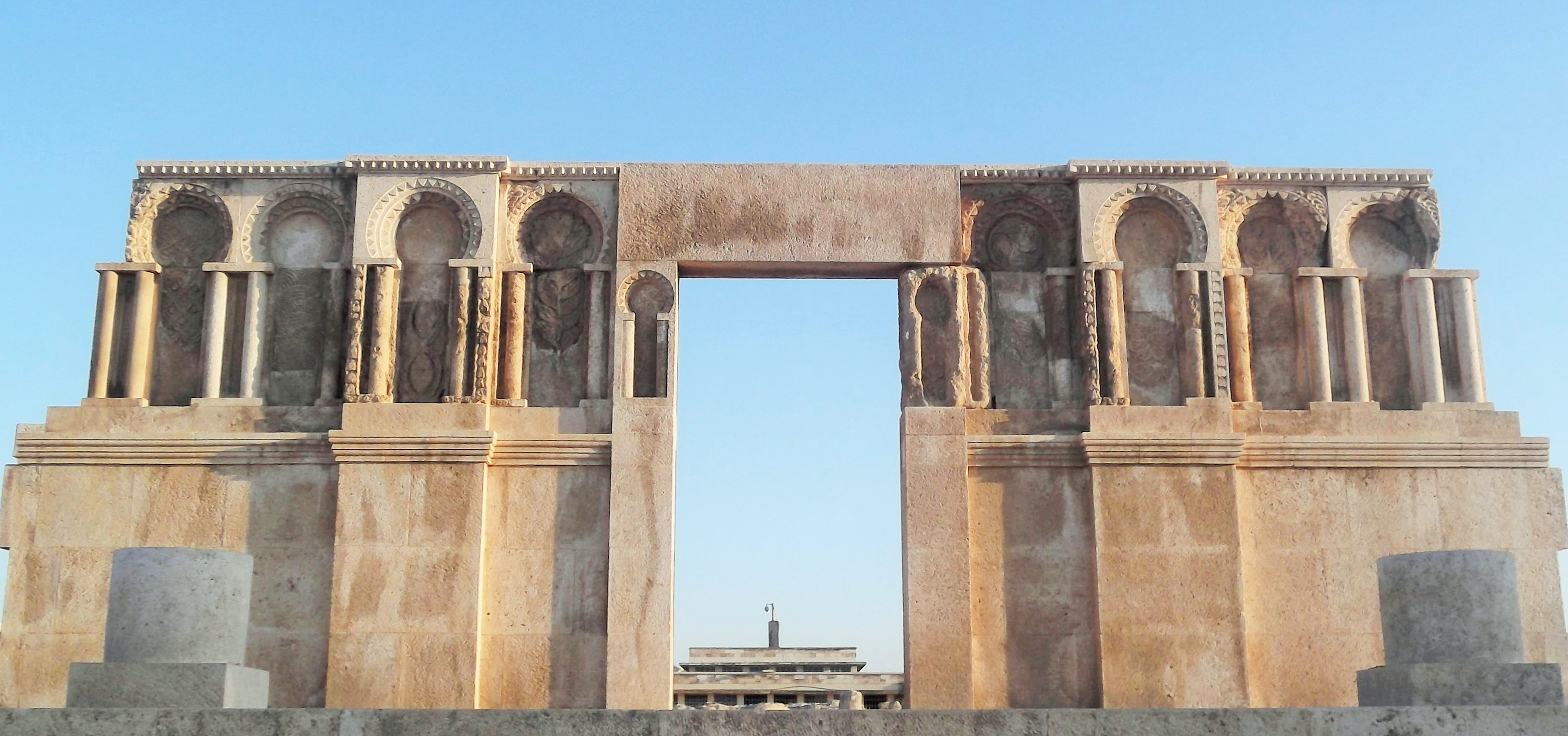
Das rekonstruierte Osttor der Umayyaden-Moschee

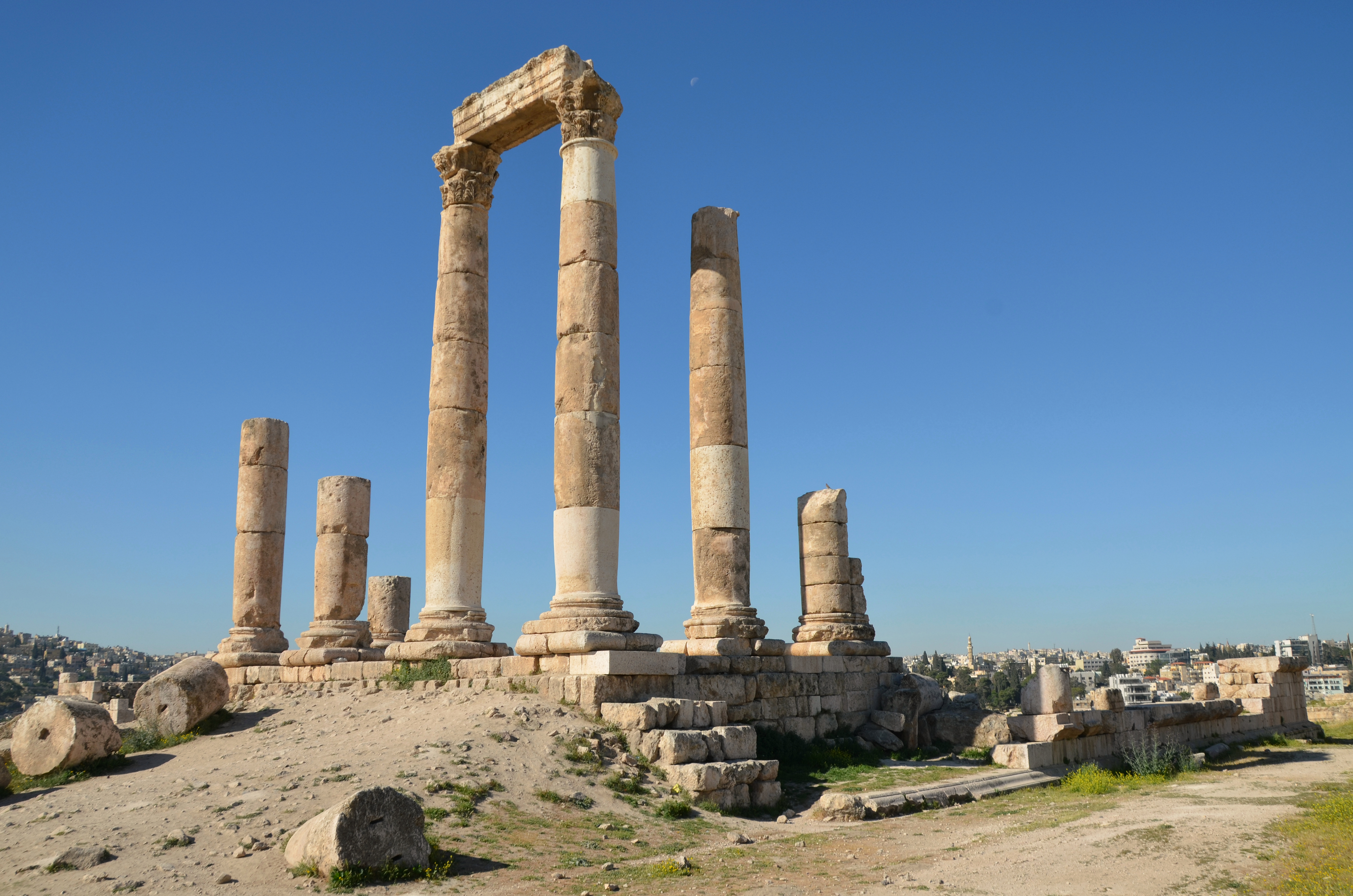
Ruinen des Herkulestempels (2017)

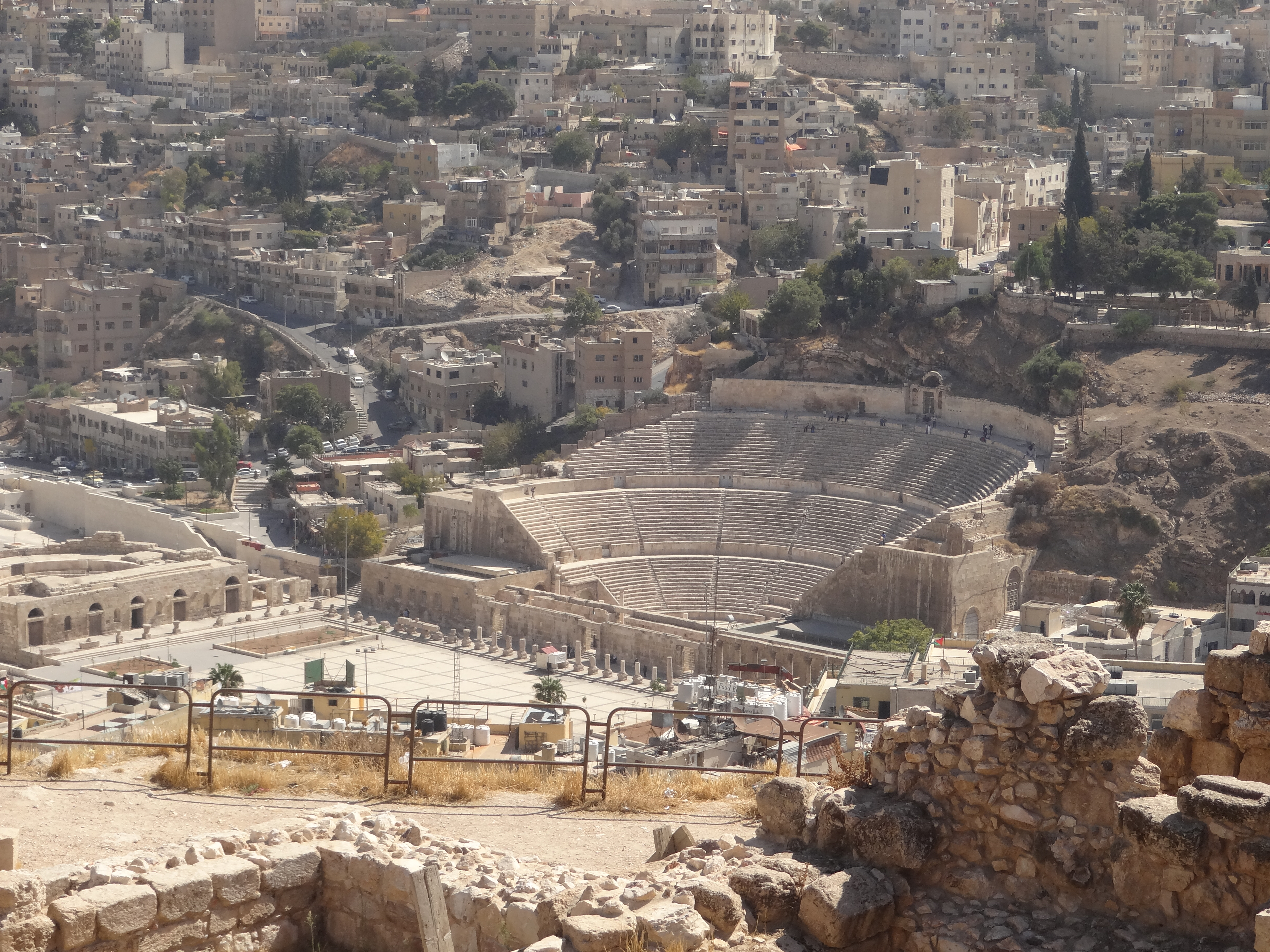
Das Römische Theater und die Innenstadt von Amman vom Zitadellenberg aus gesehen (2013)

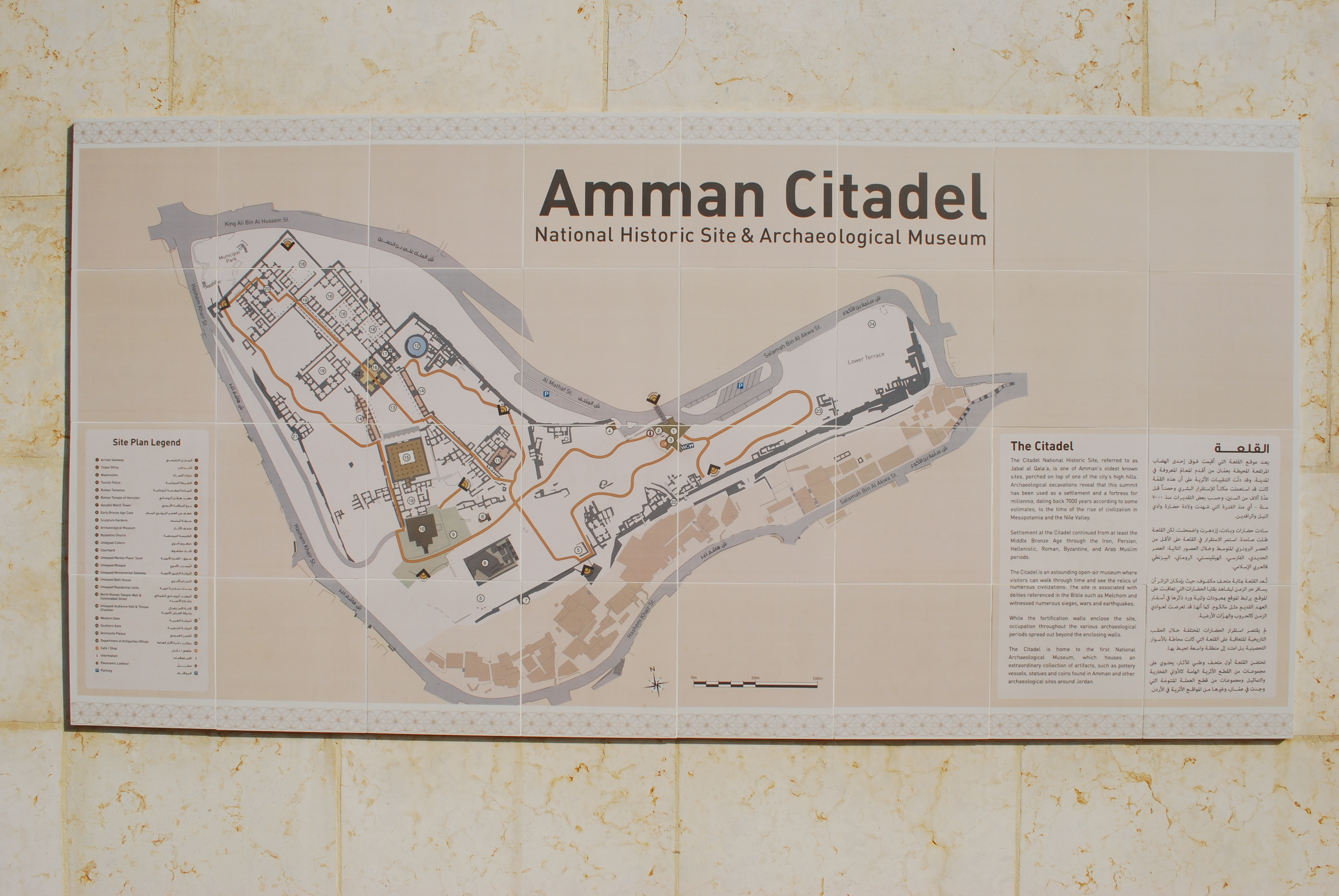
Plan des Zitadellenhügels

Der Zitadellenhügel von Amman (arabisch جبل القلعة, DMG Ǧabal al-Qalʿa) ist eine archäologische Stätte in der Innenstadt von Amman, der Hauptstadt von Jordanien. Der L-förmige Hügel ist einer der sieben Hügel (Jebal) in der Innenstadt von Amman.
Die Zitadelle blickt auf eine lange Geschichte der Besetzung durch viele große Zivilisationen zurück. Bereits seit der Jungsteinzeit ist der Hügel besiedelt und während der Bronzezeit (1800 v. Chr.) wurde der Berg befestigt. Der Hügel wurde irgendwann nach 1200 v. Chr. zur Hauptstadt der Ammoniter. Später geriet der Hügel unter die Herrschaft des Neuassyrischen Reiches (8. Jahrhundert v. Chr.), des Neubabylonischen Reiches (6. Jahrhundert v. Chr.), der Ptolemäer, der Seleukiden (3. Jahrhundert v. Chr.), der Römer (1. Jahrhundert v. Chr.) bzw. Oströmer/Byzantiner (4./5. Jahrhundert n. Chr.) und der Umayyaden (7. Jahrhundert n. Chr.). Nach den Umayyaden kam es zu einer Zeit des Niedergangs und die ehemalige Stadt wurde für einen Großteil der Zeit bis 1878 zu einer verlassenen Ruine, die nur sporadisch von Beduinen und Saisonbauern genutzt wurde. Heute gilt der Zitadellenhügel von Amman als einer der ältesten durchgehend bewohnten Orte der Welt.
Die meisten der an der Stätte noch sichtbaren Bauwerke stammen aus der römischen, byzantinischen und umayyadischen Zeit. Zu den wichtigsten Ruinen auf dem Berg gehören der Herkules-Tempel, eine byzantinische Kirche und der Umayyaden-Palast. Das Archäologische Museum von Amman wurde 1951 auf dem Hügel errichtet. Seit den 1920er Jahren arbeiten Archäologen an der Stätte, darunter italienische, britische, französische, spanische und jordanische Projekte. Große Teile des Berges sind jedoch bis heute noch nicht ausgegraben und erforscht worden.

## Geschichte
Bei Ausgrabungen wurden Spuren menschlicher Besiedlung bereits aus der Mittleren Bronzezeit (1650–1550 v. Chr.) in Form eines Grabes mit Tongefäßen und Skarabäussiegeln entdeckt. Während der Eisenzeit befand sich in der Zitadelle die Hauptstadt der Ammoniter, die als „Rabbah“ oder „Rabbath Ammon“ bekannt war. Die Amman Citadel Inscription stammt aus dieser Zeit und gilt als die älteste bekannte Inschrift in ammonitischer Sprache, geschrieben im phönizischen Alphabet. Seit der hellenistischen Zeit blieb die Stätte unverändert, doch die Töpferei zeugt von der dortigen Aktivität. Die Stätte wurde um 30 v. Chr. römisch und kam schließlich im Jahr 661 n. Chr. unter muslimische Herrschaft. Unter der Herrschaft der Ayyubiden im 13. Jahrhundert verlor der Zitadellenhügel an Bedeutung, doch in dieser Zeit wurde der Wachturm angebaut.
Von 1995 bis 1996 startete das Ministerium für Tourismus Jordaniens in Zusammenarbeit mit der United States Agency for International Development, der Agencia Española de Cooperación Internacional para el Desarrollo und dem Consejo Superior de Investigaciones Científicas mehrere Projekte zur Erhaltung und Wiederherstellung dieser Stätte zum Nutzen von Touristen und der örtlichen Gemeinschaft.
In der Zitadelle von Amman befindet sich auch das Archäologisches Museum Amman, das eine Sammlung von Artefakten aus der Zitadelle und anderen historischen Stätten Jordaniens beherbergt.

## Gebäude

### Herkulestempel

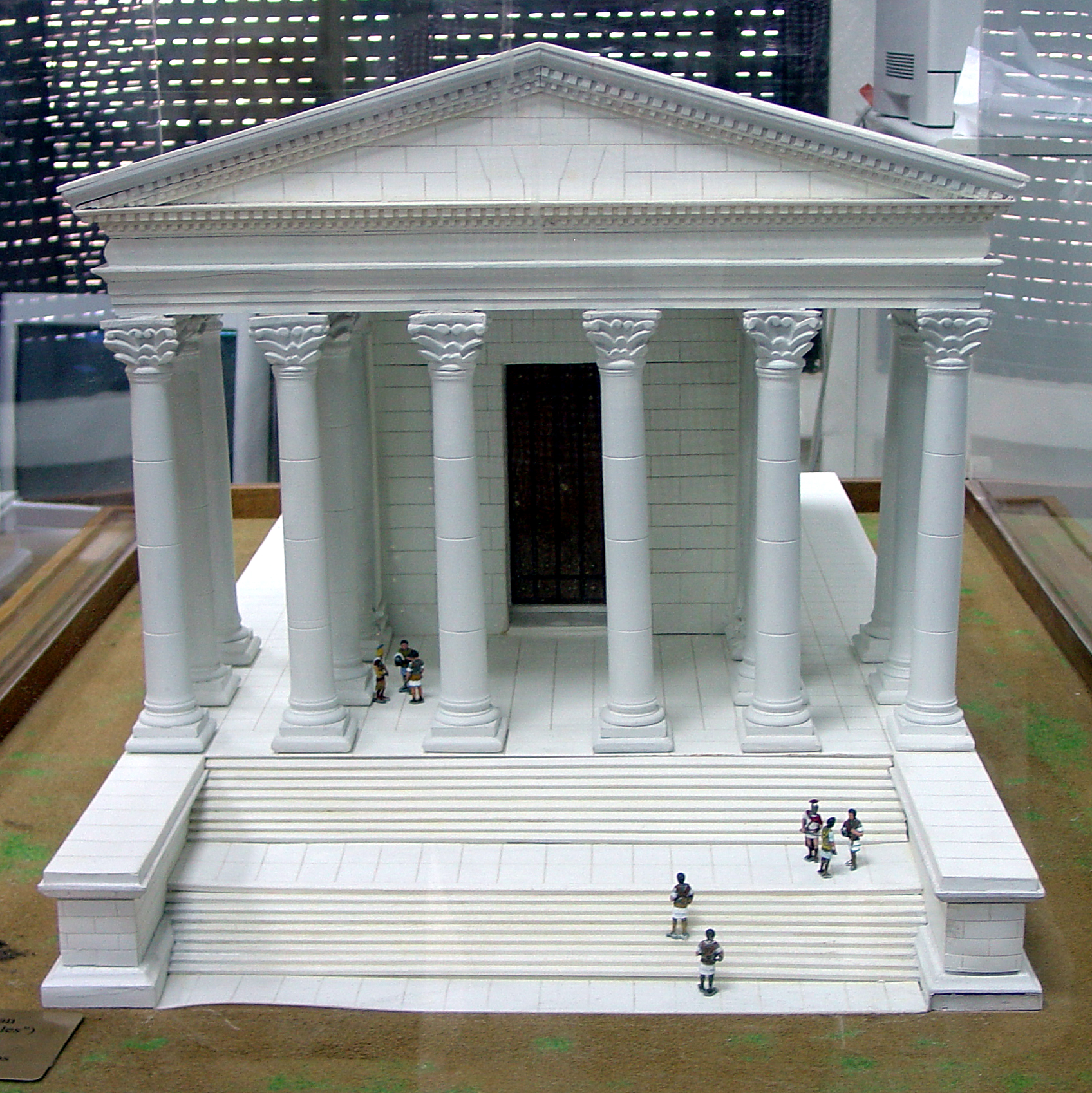
Modell des Herkulestempels

Der römische Herkulestempel entstand von 161 v. Chr. bis 166 n. Chr. Nachdem man die Reste einer über 13 Meter hohen Kolossalstatue entdeckt hatte, schrieb man den Tempel Herkules zu. Der Tempel war ursprünglich von mehreren Säulenhallen umgeben und stand mitten in dem heiligen Bezirk, dem Temenos. Er befand sich auf einem Steinpodium und konnte dadurch von der Stadt aus gesehen werden. Man nimmt an, dass der Tempel über den Resten eines älteren Tempels, der Milkom geweiht war, entstand. An der Fassade befand sich ursprüngliche eine Inschrift, nach deren Inhalt er Mark Aurel und Lucius Verus gewidmet war.

### Umayyaden-Palast
Zur Zeit der Umayyaden (661–750 n. Chr.) wurde auf dem Zitadellenhügel ein Palastgebäude errichtet, das auf Arabisch al-Qasr (القصر) genannt wurde. Dieser Palast wurde wahrscheinlich als Residenz eines umayyadischen Beamten genutzt. Der Palast orientierte sich an der Byzantinischen Architektur. Beispielsweise ist die Eingangshalle in Form eines griechischen Kreuzes gebaut. Im Inneren des Palastes befanden sich außerdem die sogenannte Audienzhalle, die mit einem Tonnengewölbe überdacht war, und der mit einer Kuppel überwölbte Thronsaal, der mit Mosaiken verziert war. Neben dem Palast befindet sich ein riesiges Wasserreservoir, das in den Boden gegraben wurde. Dieses war 17,5 Meter breit und hatte 2 Meter dicke Steinwände. Außerdem konnte das Reservoir 1370 Kubikmeter Wasser aufnehmen.
Zwischen dem Monumentalportal und dem Palast befand sich die sogenannte Kolonnadenstraße, die an jeder Seite ein Tor als Eingang hatte.

### Moschee

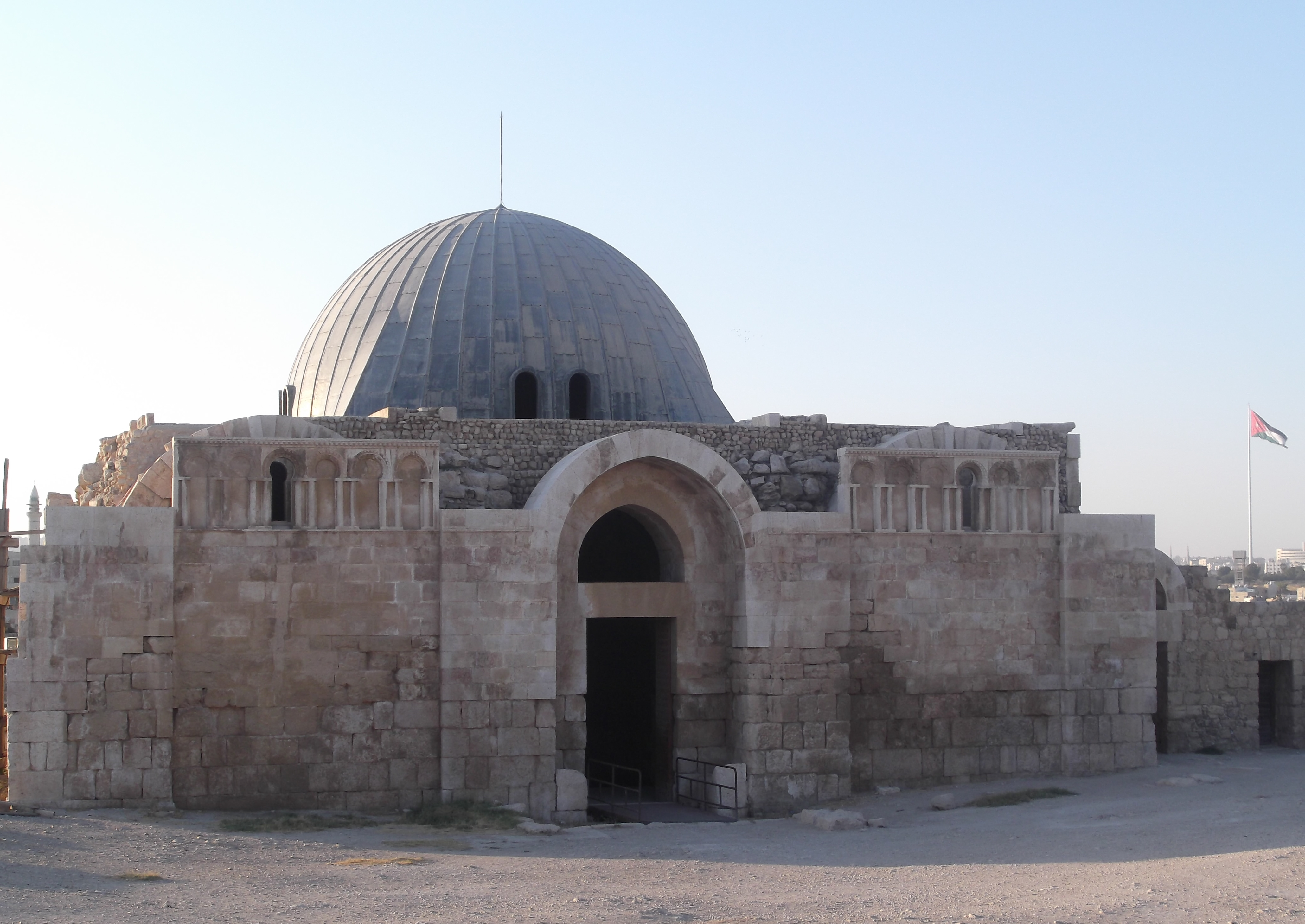
Umayyadisches Monumentalportal von außen

Die Zitadellenmoschee von Amman entstand etwa 730 n. Chr. ebenfalls zur Zeit der Umayyaden und befindet sich südlich vom Umayyaden-Palast auf dem höchsten Punkt des Hügels. Sie ist ein Beispiel für frühe Moscheen, die die Apadana-Halle im persischen Stil nachahmten. Ein wichtiges Element des Gebäudes waren die zahlreichen Säulen. In der Mitte des Gebäudes befand sich ein Hof, der von sieben Reihen Säulen umgeben war. Diese Art von Moscheen gibt es sonst nur im heutigen Irak und Mesopotamien.

### Umayyadisches Monumentalportal
Das Umayyadisches Monumentalportal entstand um 730 n. Chr. Es diente als Eingangstor, dass man passieren musste, um den Palast zu betreten.
Das Eingangsgebäude ist kreuzförmig, wobei über dem nördlichen- und südlichen Arm jeweils ein Tonnengewölbe und über dem westlichen- und östlichen Arm jeweils eine Kuppel liegen. Reste von Fenstern deuten darauf hin, dass der Hauptraum mit einer Kuppel überdacht war, die Ende des 20. Jahrhunderts aus Holz rekonstruiert wurde. Die Nischen im Innenraum sind mit Blattreliefen verziert. Dort dargestellt sind Eichen- und Weinlaub sowie einige Muster, wie Rosetten, Kleeblättern und Vierpässe.

### Byzantinische Kirche

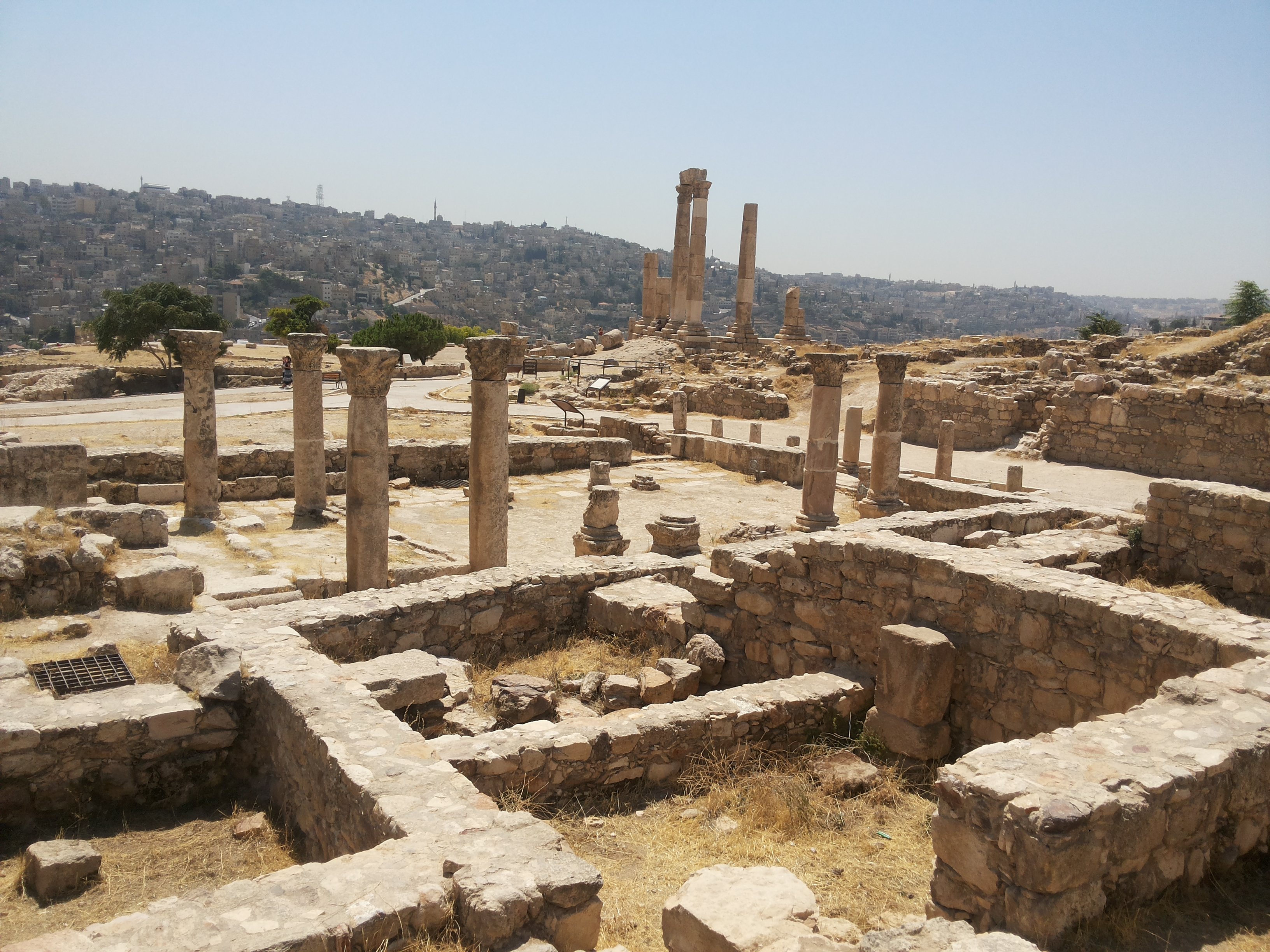
Die Byzantinische Kirche (2013)

Die Byzantinische Kirche entstand etwa um 550 n. Chr. und wurde in Form einer dreischiffigen Basilika erbaut. Auf der Ostseite befindet sich eine halbrunde Apsis. Als Baumaterial wurden unter anderem auch korinthische Säulen vom Herkulestempel wiederverwendet, wobei der Fußboden mit einem Mosaik verziert war. Neben dem Hauptschiff befinden sich mehrere nachträglich von den Umayyaden angefügte rechteckige Räume.

### Ayyubid-Wachtturm
Dieser Wachturm entstand in der Zeit der Ayyubiden im Jahr 1220 und befindet sich im Süden der Zitadelle neben dem Herkules-Tempel. Der Raum im Inneren war 9,45 Meter lang und 7,55 Meter breit. Ursprünglich hatte der Turm an den Seiten Öffnungen, damit man Pfeile abschießen konnte.